# Aurouër
Aurouër ist eine französische Gemeinde mit 411 Einwohnern (Stand: 1. Januar 2022) im Département Allier in der Region Auvergne-Rhône-Alpes. Sie gehört zum Arrondissement Moulins und zum Kanton Yzeure. 

## Lage
Die Gemeinde Aurouër liegt an der Grenze zum Département Nièvre, zwölf Kilometer nordnordwestlich von Moulins.  Nachbargemeinden von Aurouër sind Toury-sur-Jour im Nordwesten und Norden, Dornes im Norden und Osten, Saint-Ennemond im Osten, Trévol im Süden sowie Villeneuve-sur-Allier im Westen und Nordwesten.

## Geschichte
Zwischen 1795 und 1800 kam zur Gemeinde Aurouër ein Teil des Ortes Vaulcoulmain, der andere Teil kam zu Saint-Ennemond. Zwischen 1837 und 1879 gehörte Aurouër zur Gemeinde Villeneuve-sur-Allier. Im Jahr 1879 wurde Aurouër wieder selbständig.

### Bevölkerungsentwicklung
| Jahr                       | 1962 | 1968 | 1975 | 1982 | 1990 | 1999 | 2006 | 2013 | 2022 |
| Einwohner                  | 375  | 310  | 310  | 264  | 302  | 319  | 363  | 412  | 411  |
| Quellen: Cassini und INSEE |      |      |      |      |      |      |      |      |      |

## Sehenswürdigkeiten
- Kirche Saint-Sulpice
- Schloss La Motte Ponay
- Schloss Les Damariats
- Wasserturm im Ortsteil La Croix Pelletier

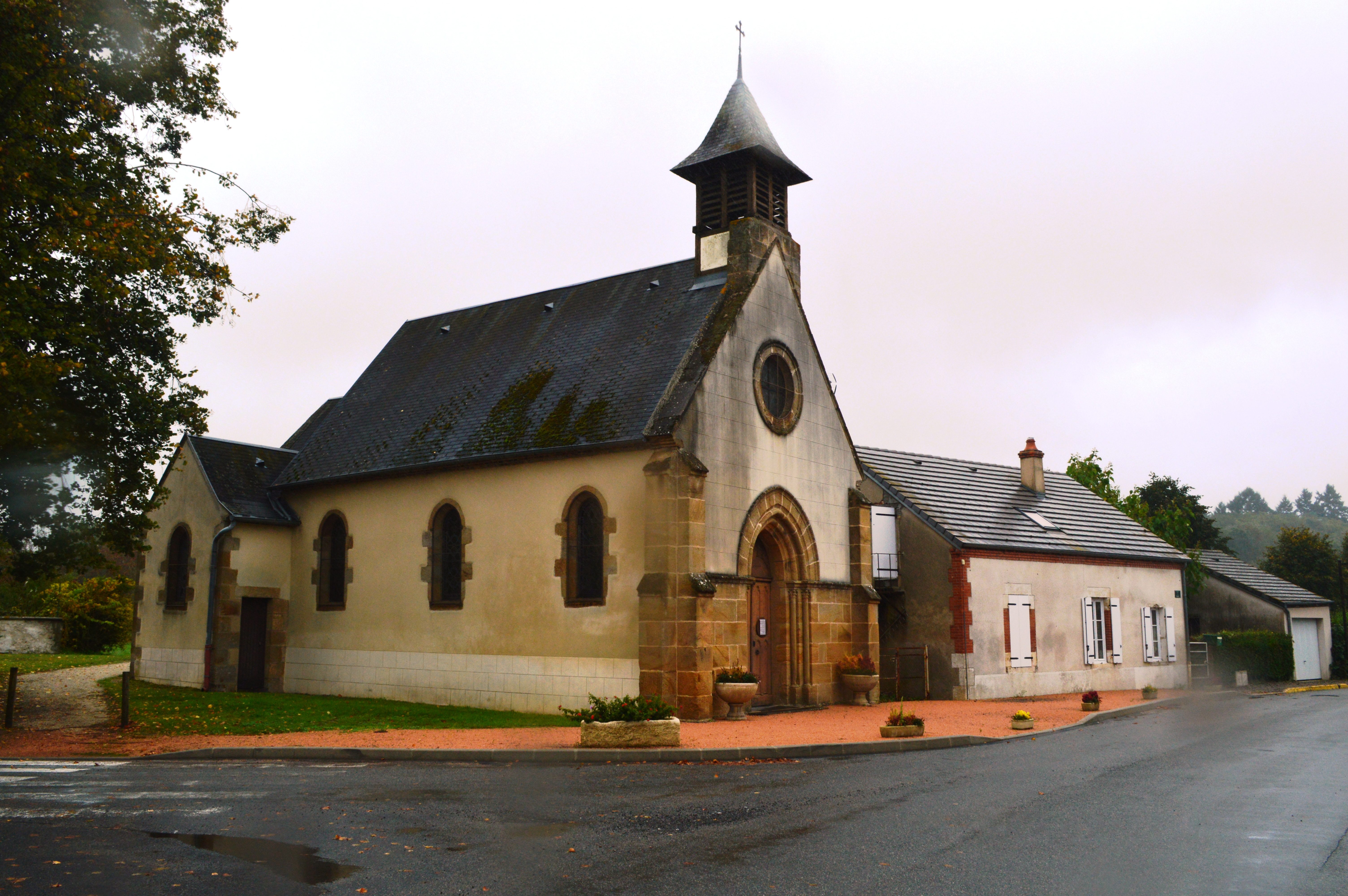
Kirche St-Sulpice
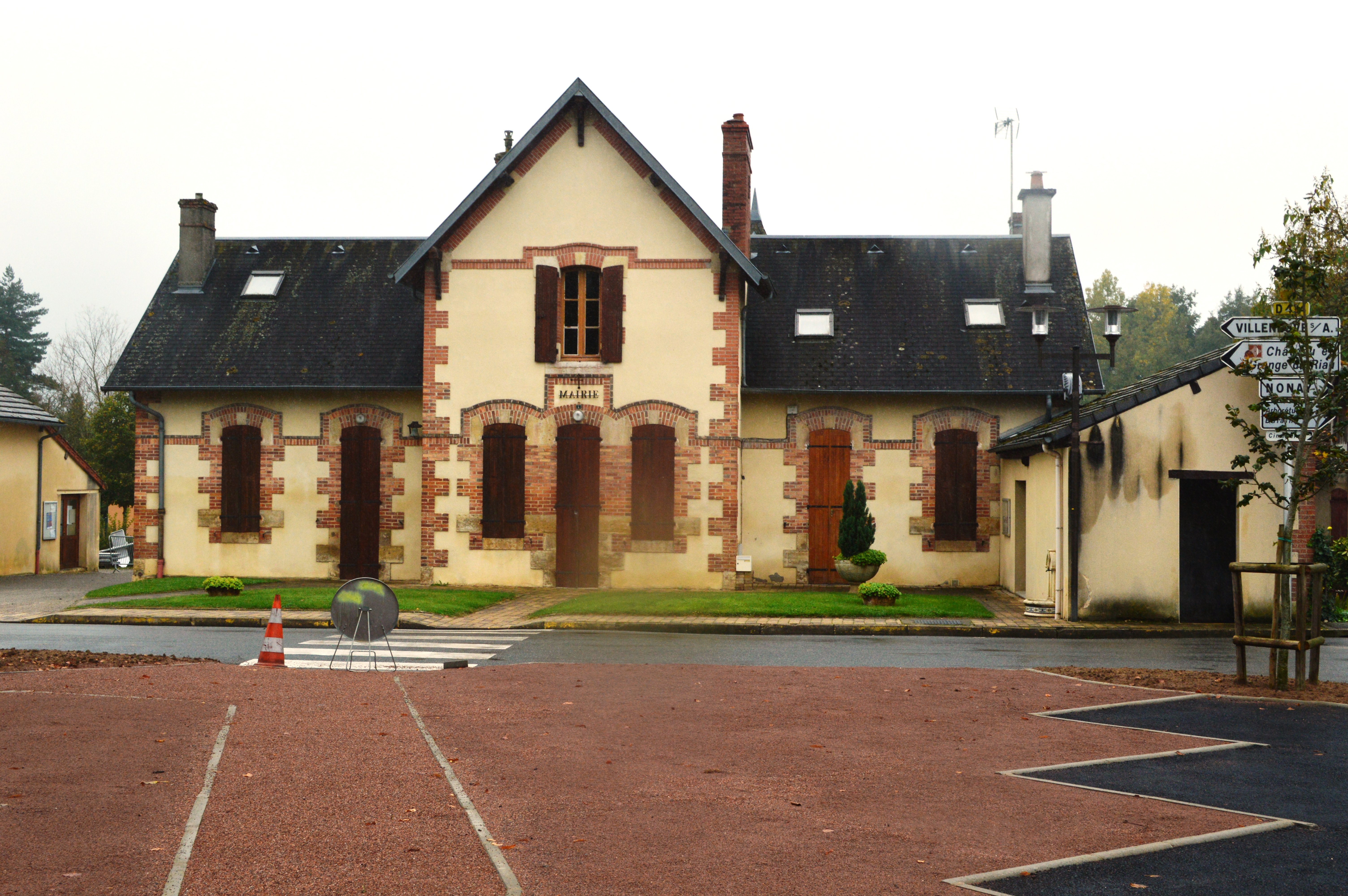
Mairie Aurouër
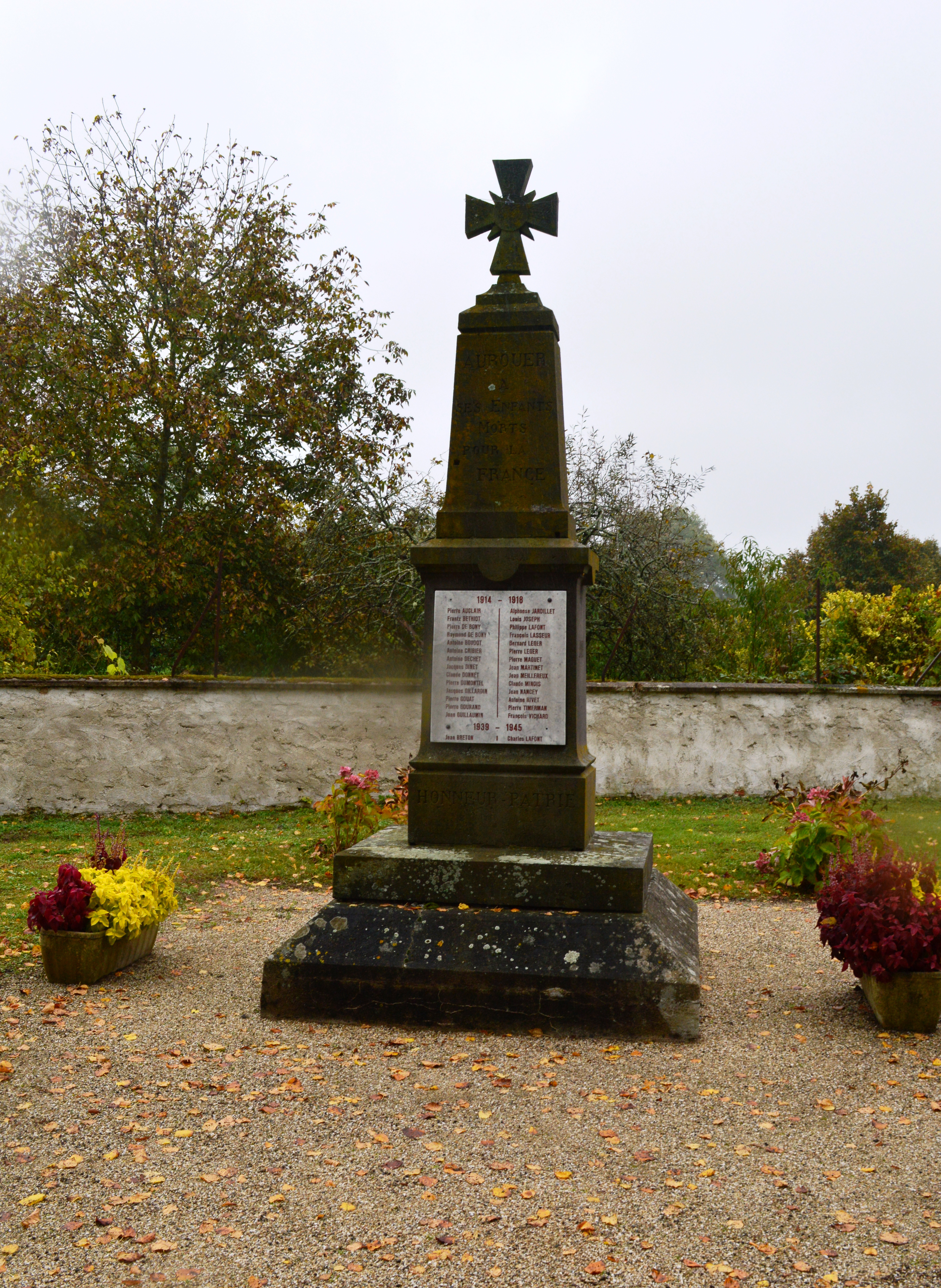
Gefallenendenkmal